# 维策
维策（德語：Wietze）是德国下萨克森州的一个市镇。总面积62.95平方公里，总人口7975人，其中男性3927人，女性4048人（2011年12月31日），人口密度127人/平方公里。